# Jamagata (Gifu)
Jamagata (japonsky:山県市 Jamagata-ši) je japonské město v prefektuře Gifu na ostrově Honšú. Žije zde přes 27 tisíc obyvatel. Ve městě je významný textilní průmysl.

## Partnerská města
- Florence, Oregon, Spojené státy americké